# Éragny-sur-Epte
Éragny-sur-Epte é uma comuna francesa na região administrativa de Altos da França, no departamento de Oise. Estende-se por uma área de 8,53 km². Em 2010 a comuna tinha 607 habitantes (densidade: 71,2 hab./km²).